# XXX Esposizione internazionale d'arte di Venezia
La 30ª Biennale Internazionale d'Arte di Venezia ebbe luogo dal 18 giugno al 16 ottobre 1960.

## Artisti partecipanti
- Afro
- Giacomo Balla,
- Willi Baumeister,
- Julius Bissier,
- Umberto Boccioni,
- Constantin Brâncuși,
- Georges Braque,
- Alberto Burri,
- Carlo Carrà,
- Emil Cimiotti,
- Pietro Consagra,
- Robert Delaunay,
- Piero Dorazio,
- Agenore Fabbri,
- Jean Fautrier,
- Amedeo Fiorese,
- Philip Guston,
- Renato Guttuso,
- Hans Hartung,
- Hans Hofmann,
- Franz Kline,
- Mikhail Larionov,
- Fernand Léger,
- Leoncillo Leonardi,
- August Macke,
- Franz Marc,
- Erich Mendelsohn,
- Richard Mortensen,
- Eduardo Paolozzi,
- Victor Pasmore,
- Antoine Pevsner,
- Pablo Picasso,
- Karl Schmidt-Rottluff,
- Werner Schreib,
- Kurt Schwitters,
- Gino Severini,
- Mario Sironi,
- Rupert Stöckl,
- Emilio Vedova,
- Jacques Villon,
- Ernst Weiers,
- Giuseppe Zigaina